# 알리탈리아
알리탈리아(이탈리아어: Alitalia - Società Aerea Italiana S.p.A.)는 1946년에 설립하여 2021년에 폐업한 이탈리아의 전 국영 항공사이자 국책 항공사였으며, 로마에 있는 레오나르도 다 빈치 국제공항을 허브 공항으로 사용했다.

## 역사
1946년 이탈리아와 영국 정부가 각각 40%를 출자하고, 이탈리아 민간 자본 20%를 합쳐서 설립했다. 1947년에 화물 항공사인 알리탈리아 카고를 설립했다. 1951년 이탈리아 국내 중소 항공사 2개를 합병했고 1957년에 LAI를 합병해 규모를 늘렸다. 1960년에 더글러스 DC-8을 도입했고 1969년에 현재의 도장으로 변경했다. 2000년대 중반 이후 경영난에 빠지면서 회사가 어려워지면서 2006년에 에어프랑스-KLM과 합병을 추진했으나, 노조원의 반발로 이루지 못했다. 2008년 4월 이탈리아 정부는 4억 유로 규모의 자금을 지원했다. 그러나 추가 자금 지원에 대한 국민의 반대가 심해지고 경영도 쉽게 정상화되지 못하자 정부는 결국 회사를 매각하기로 결정했다. 이듬해 8월 법원에 파산보호 신청을 냈다. 같은 해 이탈리아 투자 컨소시엄인 카이가 항공 부문과 인수했다. 카이는 기존 회사를 인수하는 대신 신설 법인을 세우고 항공 부문과 자산을 이어 받는 형식으로 사업을 시작했다. 대신 새로 설립된 항공사 이름은 그대로 유지되고 있다. 같은 해 이탈리아 정부의 민영화 방침으로 에어프랑스-KLM도 일부 지분을 인수했다. 2011년에도 에어프랑스-KLM 그룹과 합병하는 방안이 논의했으나 별다른 성과를 내지 못하고 있다. 한편 지속적인 경영난으로 인해 2012년 8월부터 운항이 전면 중단된 윈드 제트의 경우 이탈리아 민간항공 당국인 ENAC도 운항이 불가능하게 되면서 운항 면허를 취소했으며 양사간에 인수합병 논의를 추진했으나 결론을 내지 못했다. 결국 2014년 7월에 아랍에미리트의 항공사이자 공동운항 협정을 맺고 있는 에티하드 항공에서 지분 49%를 인수했다. 2015년에 현재의 사명인 알리탈리아 - 소시에타 아리아 이탈리나(이탈리아어: Alitalia - Società Aerea Italiana S.p.A.)로 변경된데 이어 오는 2017년에 에어프랑스-KLM이 제휴를 끝낼 예정이다. 알리탈리아 항공은 2017년 정부에 파산보호신청을 하였고 코로나19 사태 이후, 알리탈리아 항공을 재국영화를 한다는 정부의 발표가 있었다.
그러나 계속되는 경영난과 매각 시도의 계속된 실패에 따라 2021년에 이탈리아 정부는 알리탈리아 항공의 회생을 포기하며 새로운 국영항공사를 설립하기로 결정하였다고 발표하였고, 신 항공사는 이탈리아 항공운수 (이탈리아어: ITA - Italia Trasporto Aereo)로 명명하기로 결정하였다. 신 항공사는 유럽연합 집행위원회와의 설립 절차를 마무리, 10월 15일 취항할 계획으며 약 9,400억 원의 자본금으로 알리탈리아 항공의 자산 일부를 인수, 알리탈리아 항공이 운항 중인 로마 노선 약 40%, 밀라노(리나테) 노선의 약 80%를 계승하며, 인력과 항공기 규모를 지속적으로 확대할 계획이다. 이에 따라 알리탈리아 항공은 2021년 10월 14일을 기해 운항을 전면 중단하며 75년간의 역사를 마무리했다.
이에 따라 알리탈리아가 스카이팀에서 탈퇴하는 대신, ITA 항공이 새롭게 스카이팀에 가입했다. IATA 항공사 코드였던 AZ도 ITA 항공이 이어받았다.

## 운항 노선
- 2021년 10월 14일 운항 종료시까지 알리탈리아는 다음과 같은 노선을 운항했다.

### 코드셰어 협정
알리탈리아는 다음과 같은 항공사와 코드셰어 협정을 맺었었으며 스카이팀 회원사로 다수의 회원 항공사와 코드셰어를 하고 있고 그외의 항공사와도 좌석을 공유하여 운항하였다.
| - GOL 항공 - KLM (스카이팀) - TAP 포르투갈 (스타 얼라이언스) - TAROM (스카이팀) - 가루다 인도네시아 항공 (스카이팀) - 대한항공 (스카이팀) - 델타 항공 (스카이팀) - 룩스에어 - 몬테네그로 항공 - 베트남 항공 (스카이팀) | - 불가리아 항공 - 사우디아 항공 (스카이팀) - 샤먼 항공 (스카이팀) - 스리랑카 항공 (원월드) - 아에로멕시코 (스카이팀) - 아에로플로트 (스카이팀) - 아제르바이잔 항공 - 에어발틱 - 에어 세르비아 - 에어 세이셸 | - 에어 유로파 (스카이팀) - 에어 코르시카 - 에어 프랑스 (스카이팀) - 에티하드 항공 - 일본항공 (원월드) - 중국남방항공 - 중국동방항공 (스카이팀) - 중동항공 (스카이팀) - 중화항공 (스카이팀) - 체코 항공 (스카이팀) | - 케냐 항공 (스카이팀) - 콴타스 항공 (원월드) - 쿠웨이트 항공 - 크로아티아 항공 |

## 보유 기종
- 2021년 10월 14일 운항 종료시까지 알리탈리아 항공은 다음과 같은 기종을 보유하였다.[12][13]

## 알리탈리아 카고

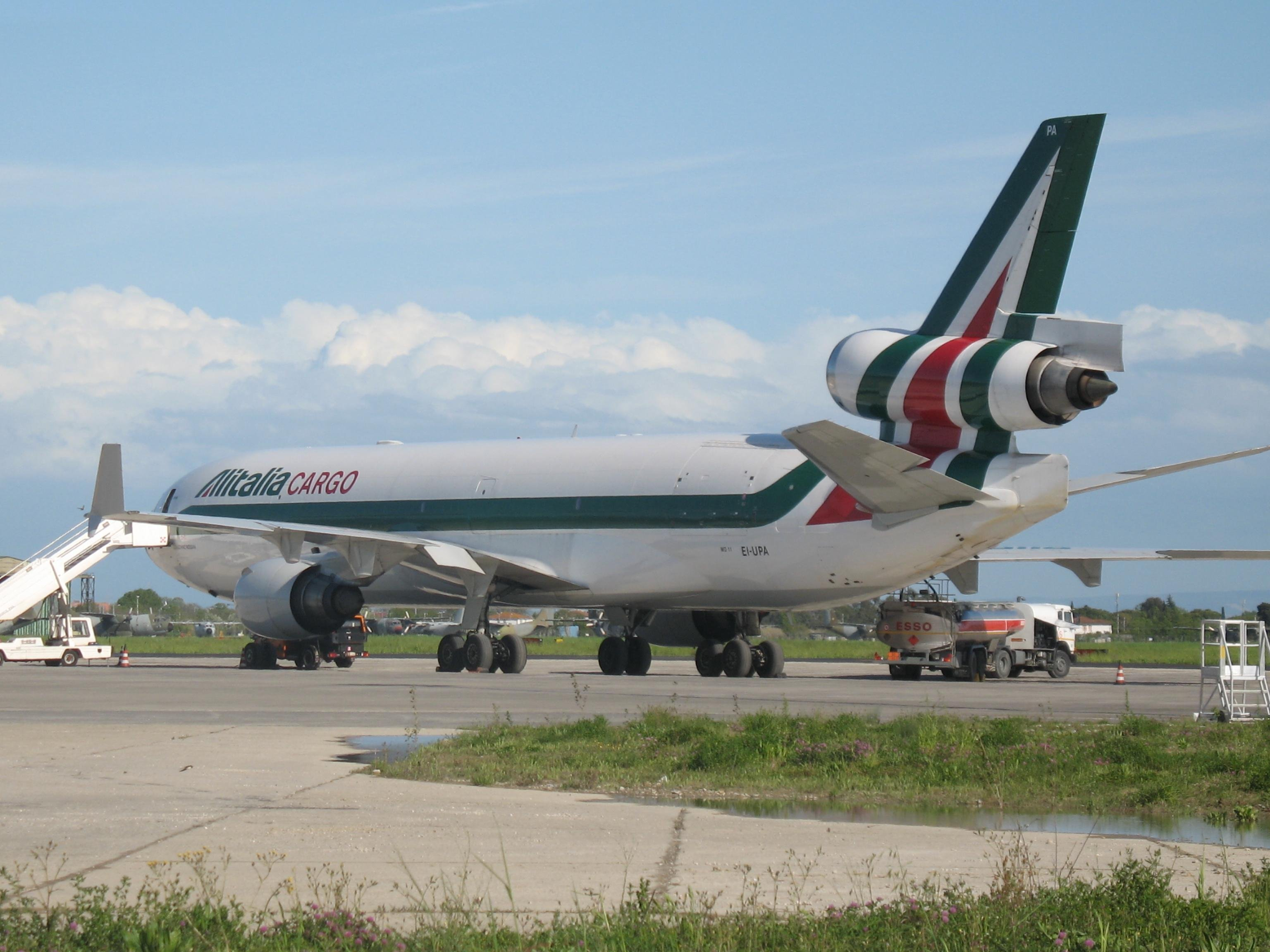
알리탈리아 카고의 맥도넬더글러스 MD-11F (퇴역)

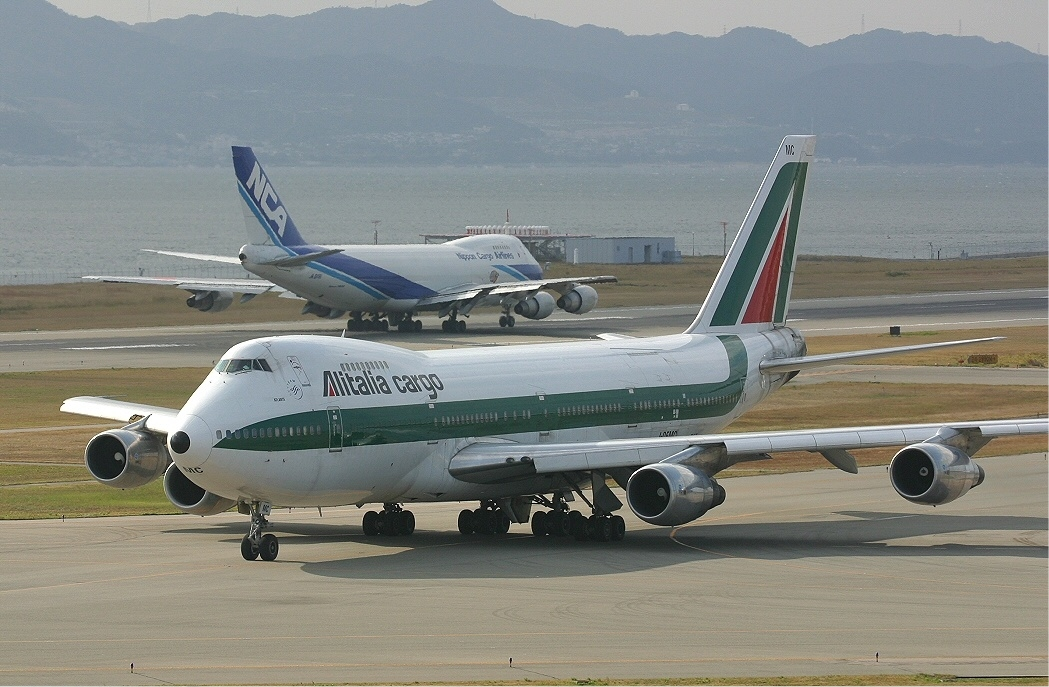
알리탈리아 카고의 보잉 747-200F (퇴역)

알리탈리아 카고(영어: Alitalia Cargo)는 1947년에 설립해 2001년에 스카이팀 카고에 가입했다. 목적지는 중화인민공화국, 대한민국, 일본과 미국에 시장에 전략적으로 집중했다. 알리탈리아 카고의 5대의 기종을 운영했으며 보잉 737-200C, 보잉 747-200F, 맥도넬더글러스 MD-11F를 보유 했으며 허브 공항은 밀라노 말펜사 공항이 있다. 하지만 금융 혼란으로 인해 알리탈리아 카고는 2009년 새로운 소유자에게 매각되어 카고텔리아로 합병했다. 알리탈리아 카고는 56톤의 화물 보관과 유지하기 위해서 커스터마이즈된 3대의 특별한 보잉 747-200F 항공기를 캐딜락 알랜트에서 제작해의 샤시는 디트로이트에서 이탈리아로 이동했다. 캐딜락 완료체는 디트로이트의 조립 공장으로 인도했고 언제라도 특별 장비인 보잉 747-200F 항공기를 이탈리아부터 다른 지역까지 취항했다.

## 같이 보기
- ITA 항공
- 아에로이탈리아

## 사진

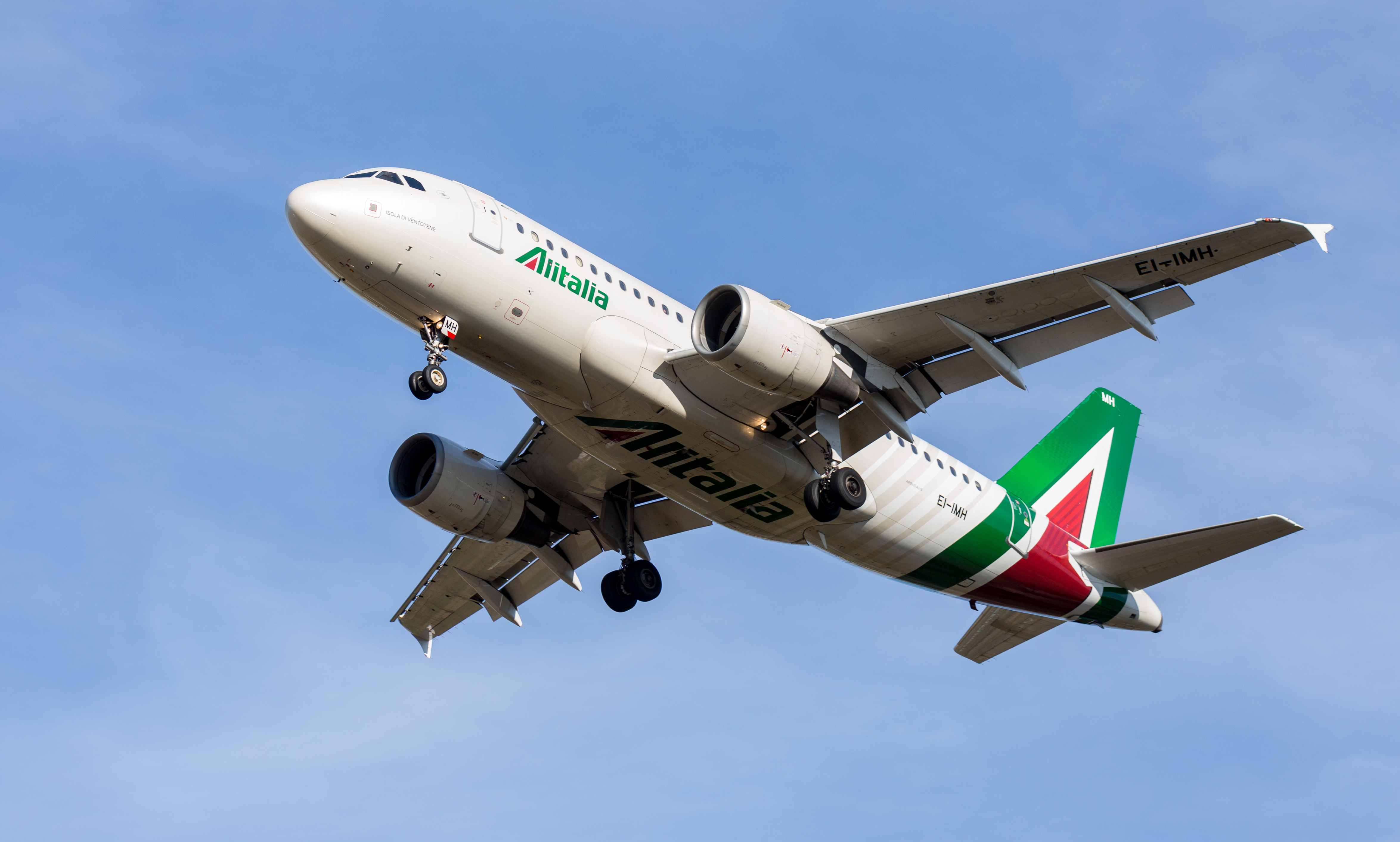
알리탈리아 항공의 에어버스 A319-100
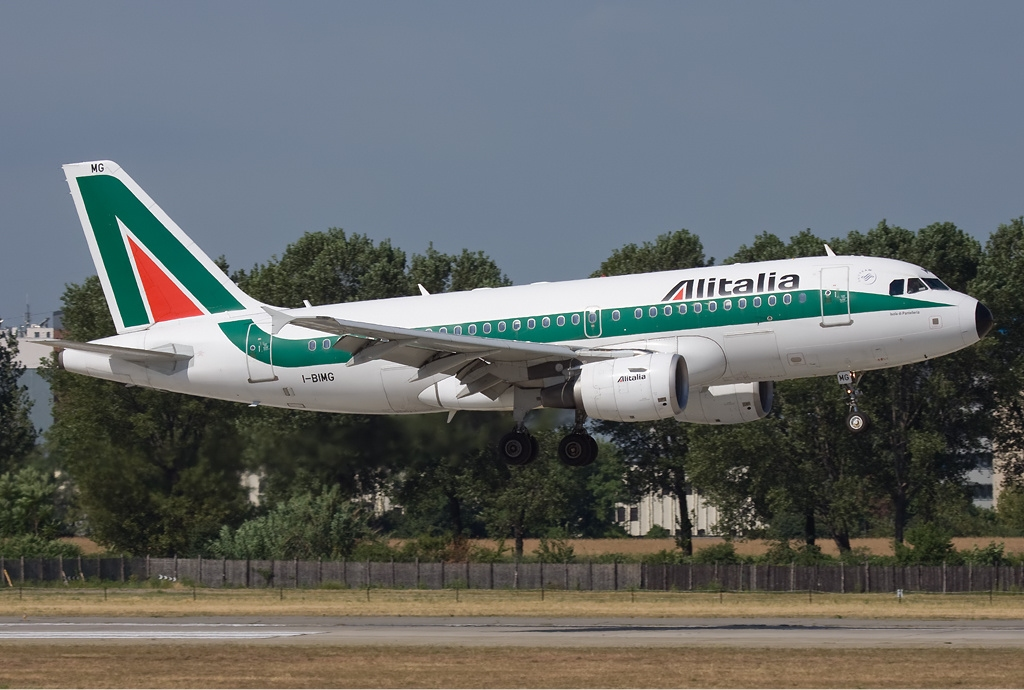
알리탈리아 항공의 에어버스 A319-100
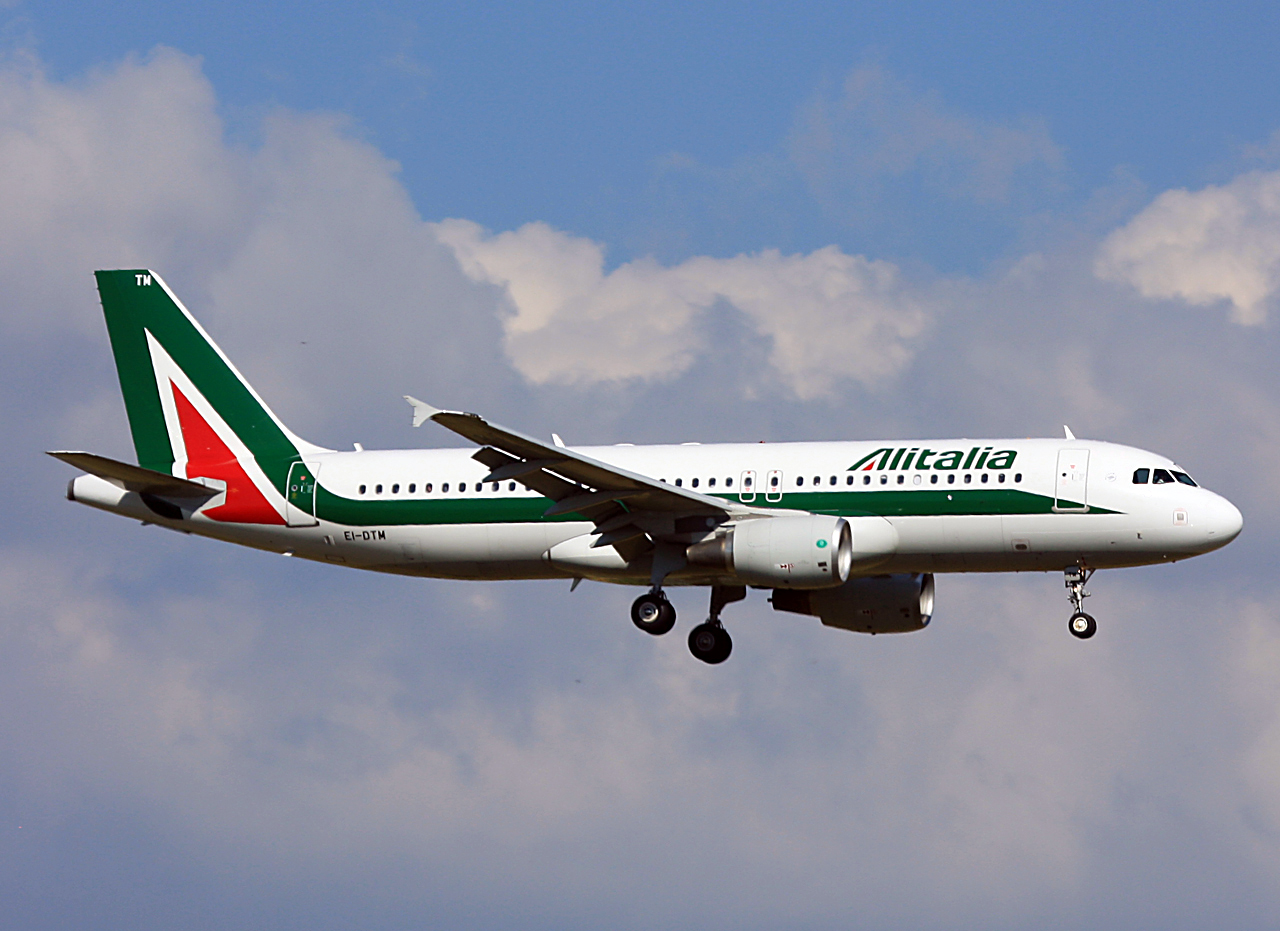
알리탈리아 항공의 에어버스 A320-200
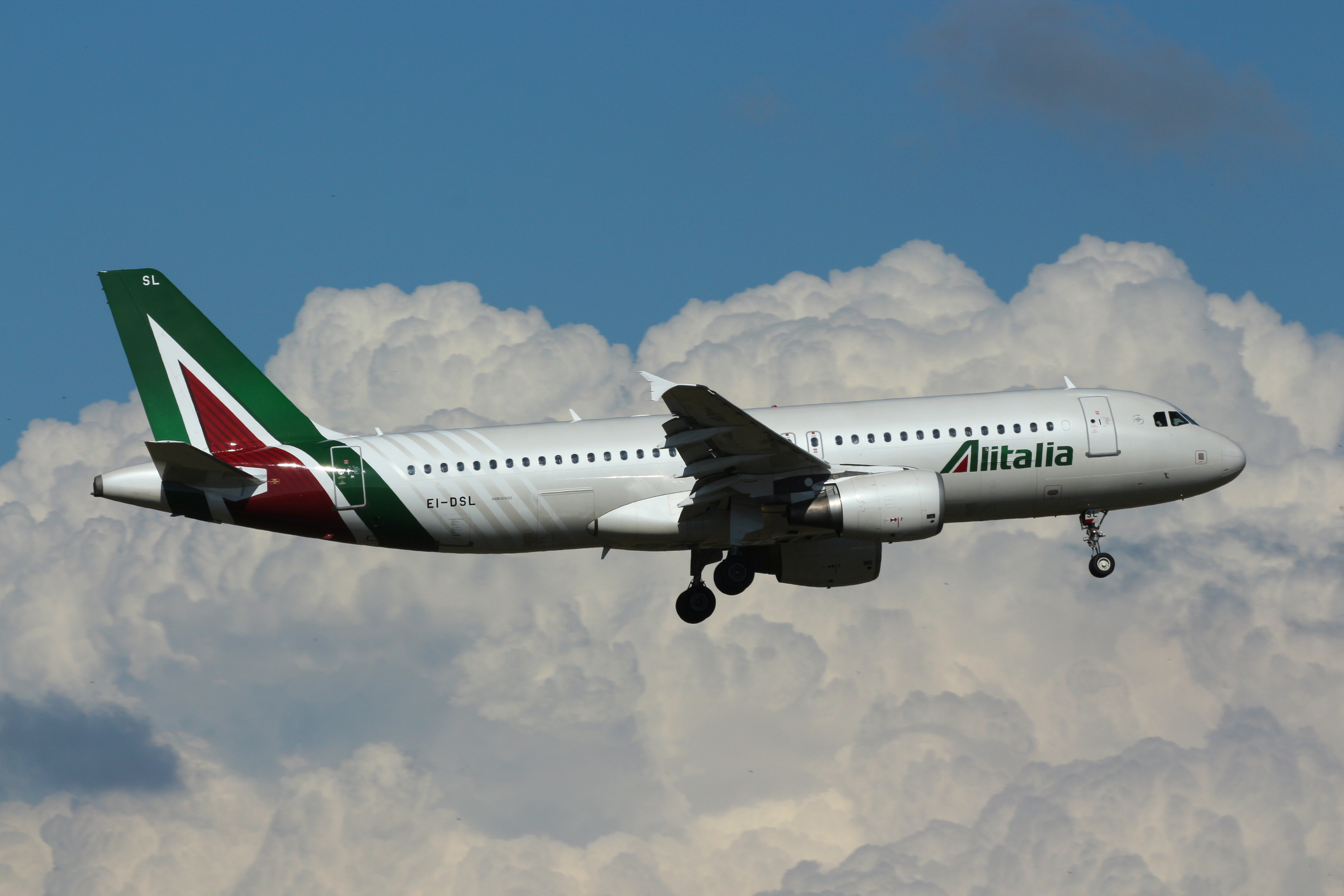
알리탈리아 항공의 에어버스 A320-200
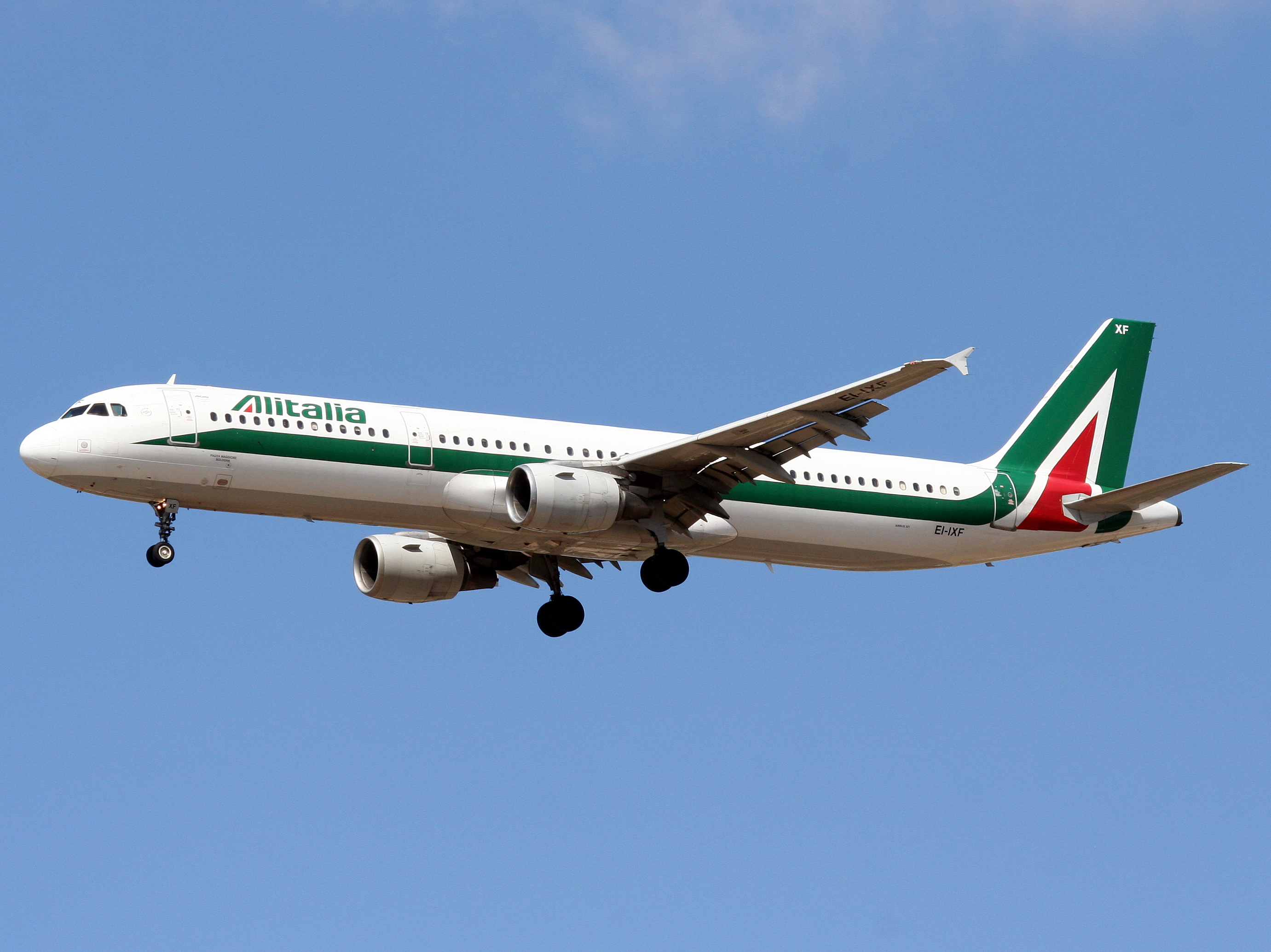
알리탈리아 항공의 에어버스 A321-100
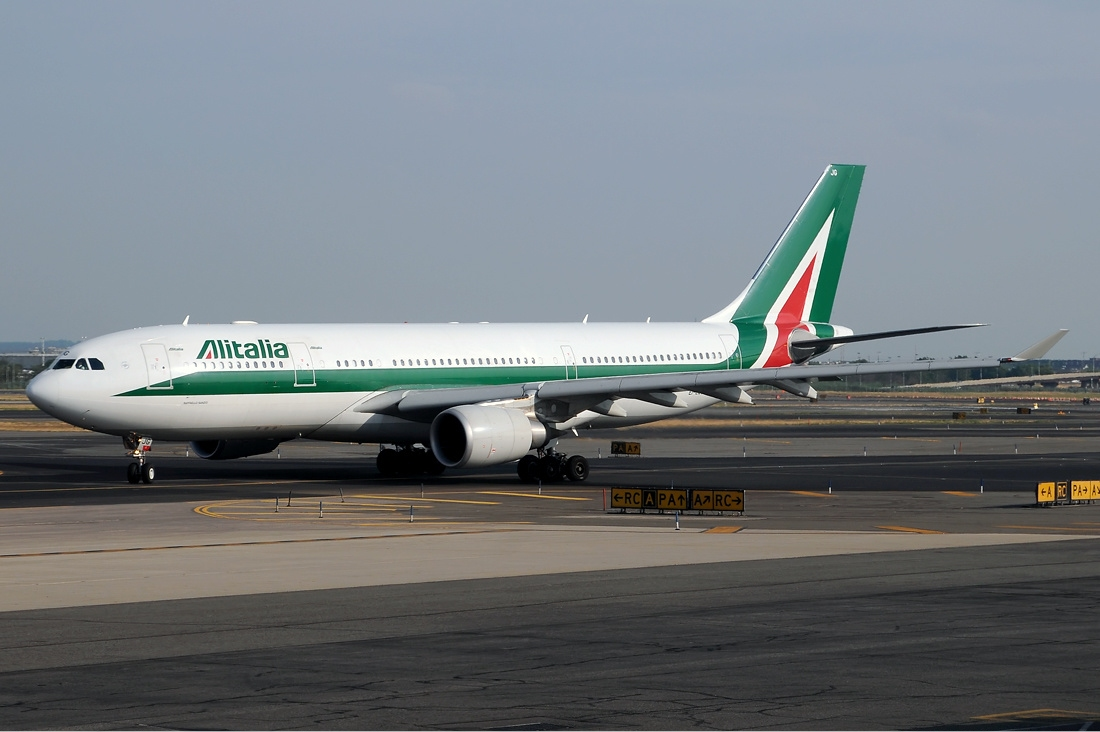
알리탈리아 항공의 에어버스 A330-200
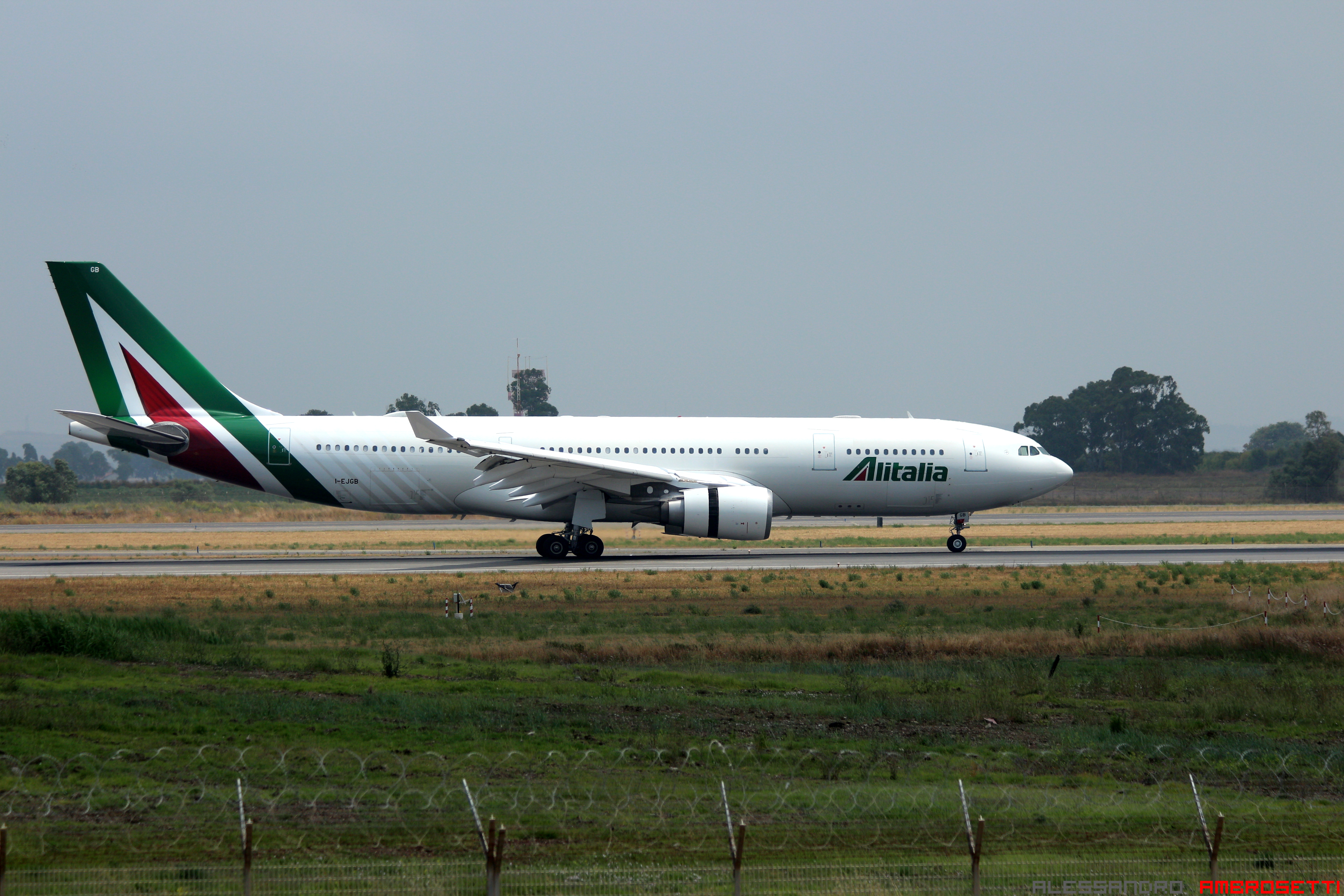
알리탈리아 항공의 에어버스 A330-200
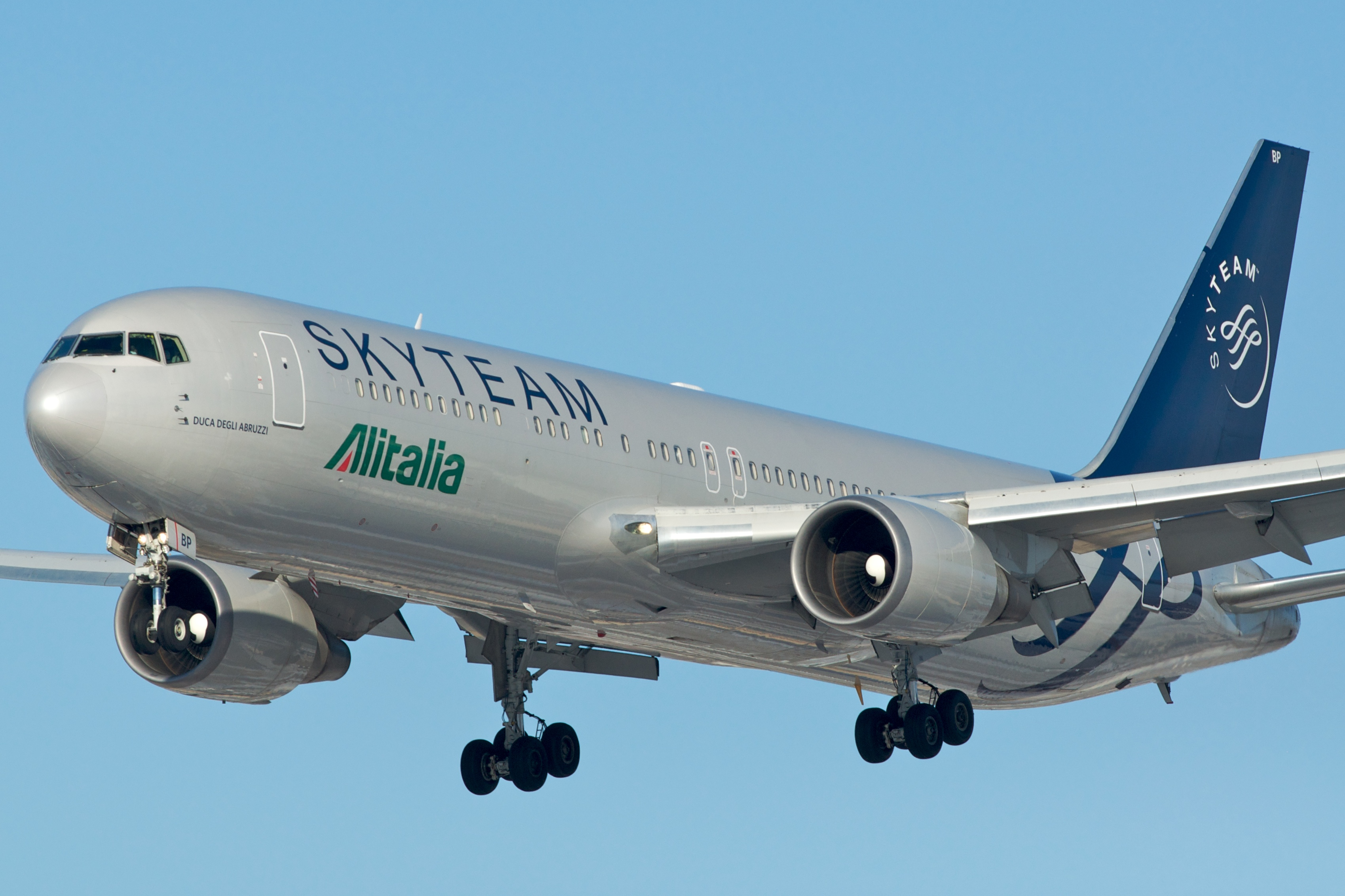
스카이팀 도장을 적용한 알리탈리아 항공의 보잉 767-300ER
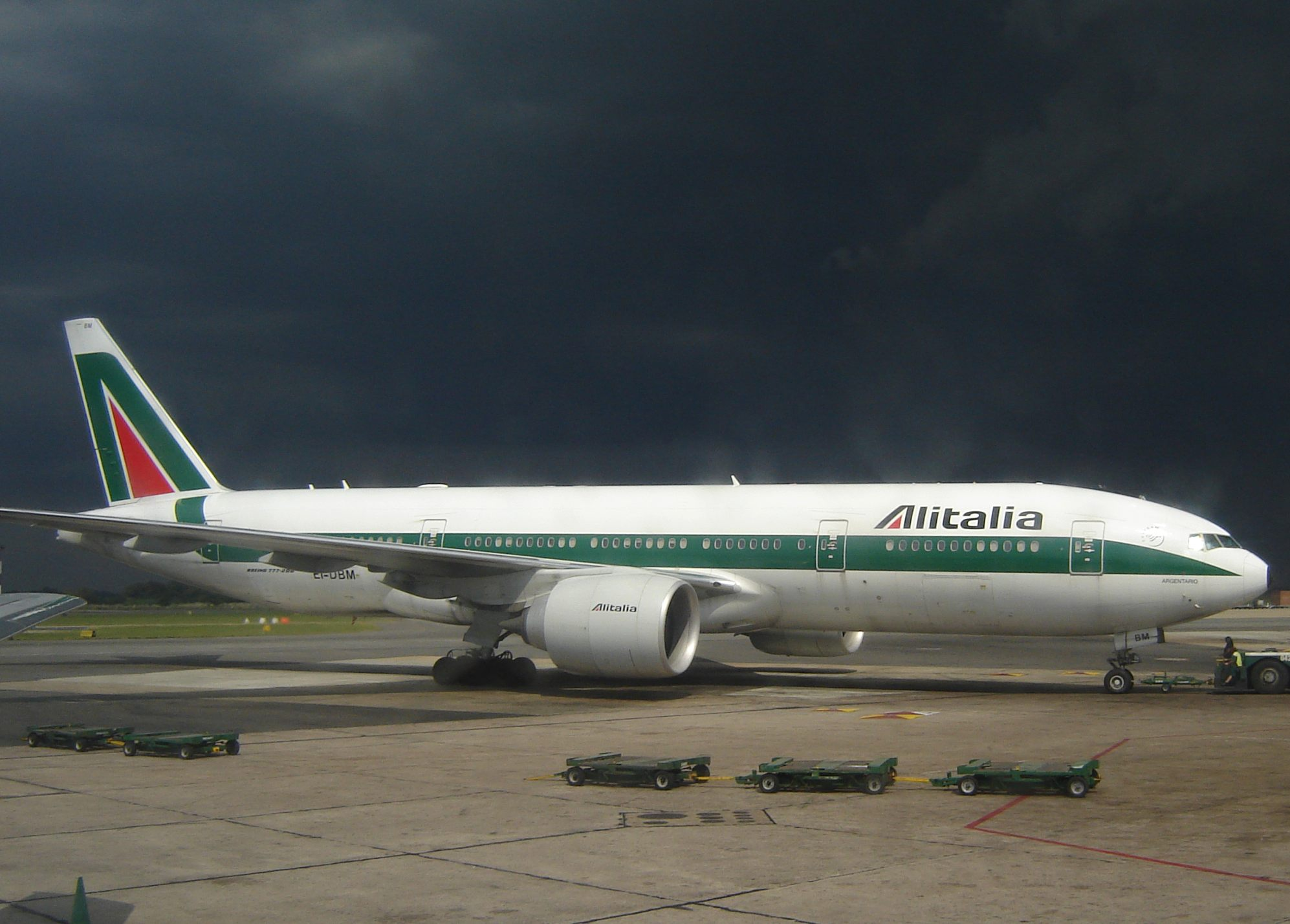
알리탈리아 항공의 보잉 777-200ER
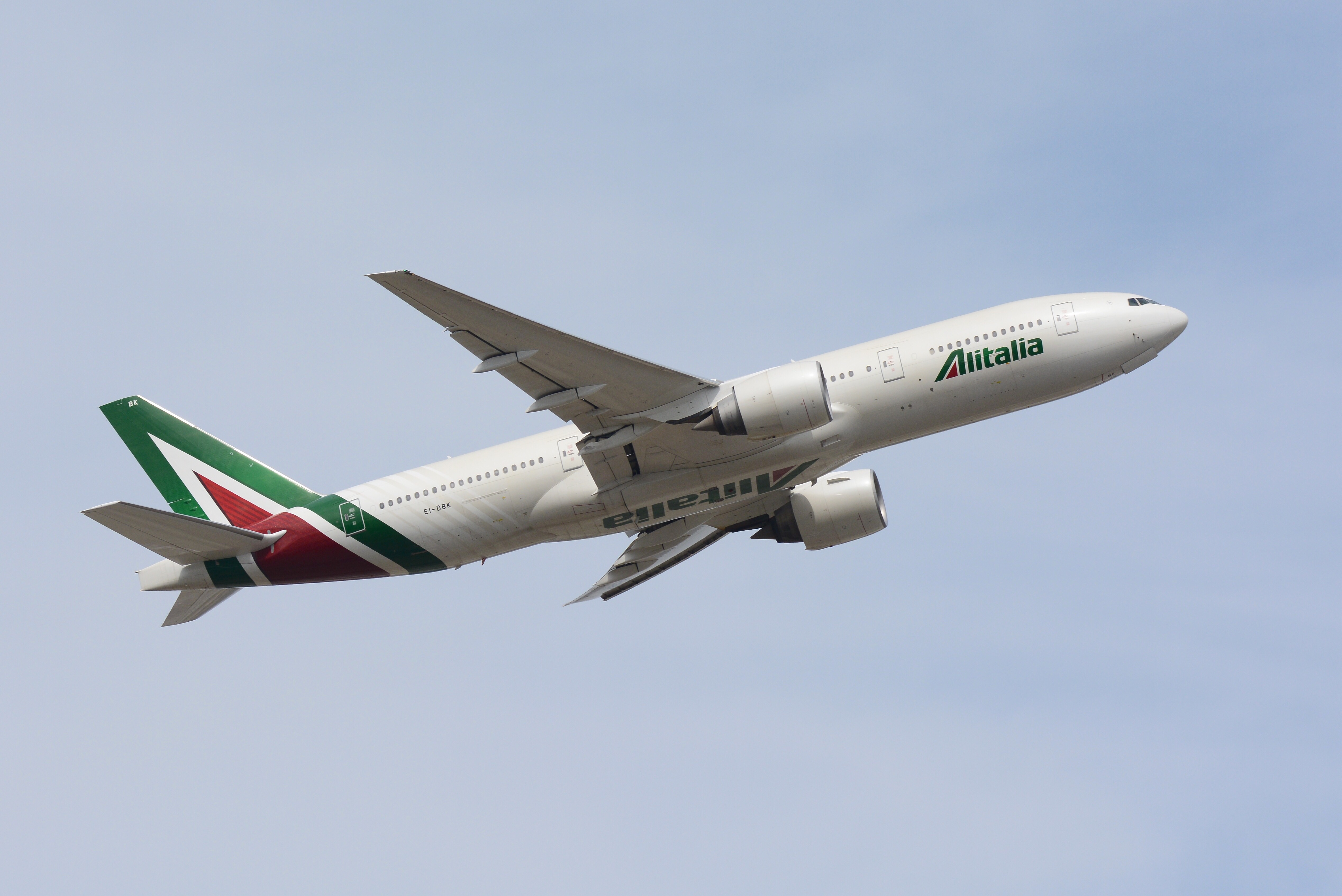
알리탈리아 항공의 보잉 777-200ER
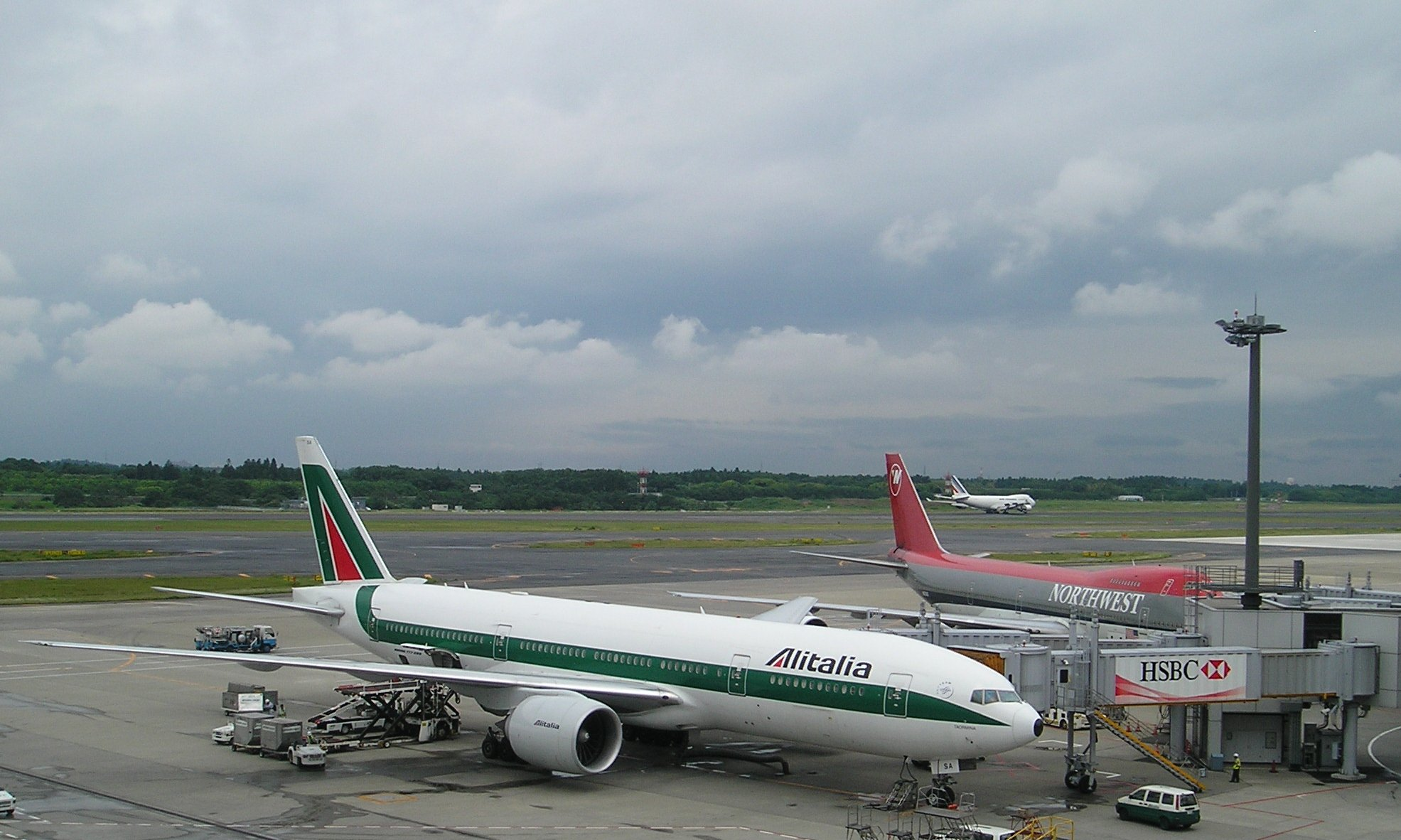
알리탈리아 항공의 보잉 777-200ER